# 彗星歌
《彗星歌》是一首朝鲜三国时期的新罗乡歌，为现今仅存的朝鲜三国时期三首乡歌之一（另外两首为《运泥谣》和《薯童谣》），也是新罗现存最早的乡歌。:74-75
据《三国遗事》记载，《彗星歌》由新罗真平王时期的僧人融天师所作，共十句。融天师所作此诗歌后，彗星黯然逝去，进犯的倭寇也随之退却。此乡歌反映了新罗花郎抵御倭寇入侵和彗星在当时新罗社会为不祥之兆的习俗。该诗带有星怪即灭倭兵自退的咒术性质，开启了朝鲜半岛反侵略爱国主义诗歌的创作先河。:71-75:21-22

## 译文
|  | 远望那古神女出游的东海之滨， 国境线上燃起了烽火。 戍边的士兵发出警报： “倭兵来了！” 时三花郎欲去游玩枫岳， 听说此，月下惜罢之时。 猛抬头，看到彗星， 突然有人喊道：“啊！看那彗星” 啊！那扫帚星已黯然逝去， 伙伴们那扫帚星它敢怎样？ |